# Pterygostegia korsosi
Pterygostegia korsosi är en mångfotingart som först beskrevs av Shear 1990.  Pterygostegia korsosi ingår i släktet Pterygostegia och familjen Diplomaragnidae. Inga underarter finns listade i Catalogue of Life.